# یونکرس یو ۲۶۸
یونکرس ۲۶۸ (به انگلیسی: Junkers Ju 268) یک هواگرد ساختِ کارخانهٔ یونکرس در کشور آلمان است.